# Hoogstraals renmuis
De Hoogstraals renmuis (Gerbillus hoogstraali)  is een zoogdier uit de familie van de Muridae. De wetenschappelijke naam van de soort werd voor het eerst geldig gepubliceerd door Lay in 1975.